# 하라다 고스케
하라다 고스케(일본어: 原田 紘介, 1977년 12월 21일 ~ )는 일본의 전 축구 선수이다.

## 구단 경력
과거 코스모 석유 욧카이치, 몬테디오 야마가타에서 활동하였다.